# Pécsdevecser
Pécsdevecser (deutsch Dewetsch, kroatisch Devčar) ist eine ungarische Gemeinde im Kreis Siklós im Komitat Baranya.

## Geografische Lage
Pécsdevecser liegt ungefähr 15 Kilometer südöstlich der Stadt Pécs an dem kleinen Fluss Birjáni-árok. Nachbargemeinden sind Kiskassa, Peterd und Újpetre.

## Sehenswürdigkeiten
- Marien-Statue (Mária-szobor), errichtet 1798, renoviert 1938 und 2003
- Römisch-katholische Kirche Szent Márton, erbaut Mitte des 18. Jahrhunderts (Barock)
- Weltkriegsdenkmal (I. világháborús emlékmű), vor der Kirche

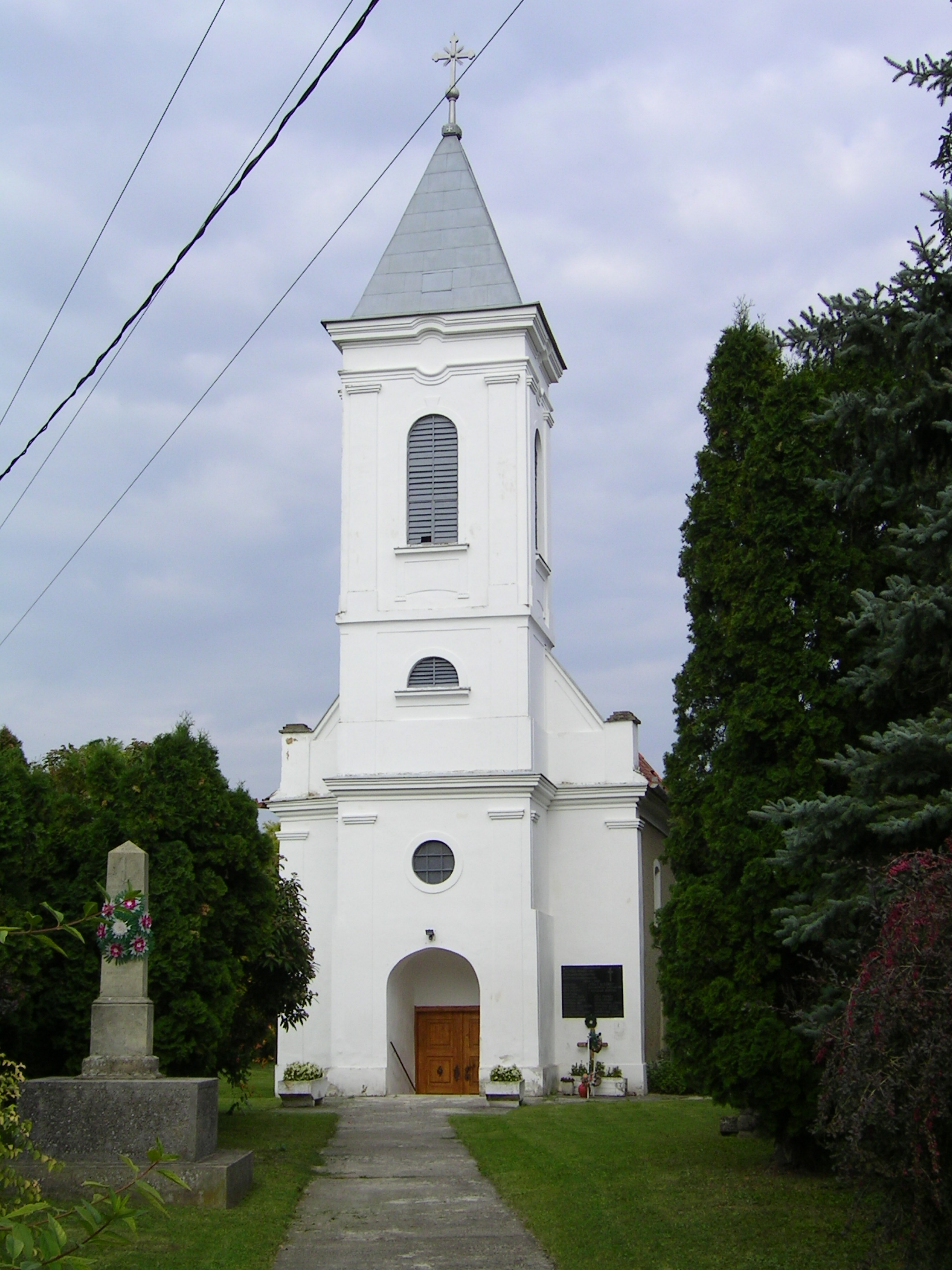
Röm.-kath. Kirche Szent Márton

## Verkehr
Durch Pécsdevecser verläuft die Nebenstraße Nr. 57131. Der nächstgelegene Bahnhof befindet sich ungefähr zehn Kilometer südwestlich in Vokány.